# Still D.R.E.
«Still D.R.E.» — пісня американського репера і продюсера Dr. Dre, за участю Snoop Dogg, випущена 2 листопада 1999 року як головний сингл із другого студійного альбому Доктора Дре 2001 (1999).
Сингл був популярним, допоміг альбому досягти мультиплатинового статусу, оголосивши про повернення Дре на передову хіп-хоп сцени. «Still D.R.E.» дебютував на 93-му місці в Billboard Hot 100 у 1999 році, а в 2022 році досяг 23 місця. Він був більш успішним у Сполученому Королівстві, де досяг 6 місця. Пісня звучить у кримінальній драмі та трилері Тренувальний день (2001), на внутрішньоігровій радіостанції West Coast Classics, у відеогрі Grand Theft Auto V (разом із «The Next Episode») і була також знявся в американському драматичному серіалі «Втеча з в'язниці». Цю пісню багато разів наживо виконували як Доктор Дре, так і Снуп Догг. Відомі виступи включають тур Up in Smoke Tour і  виконання треку на шоу Super Bowl LVI 13 лютого 2022 року разом із Емінемом, Mary J. Blige, Кендріком Ламаром, 50 Cent і Андерсоном Паком. Андерсон Паак, Доктор Дре та Шейла І. виконали пісню 30 січня 2025 року на форумі Kia в Інглвуді (Каліфорнія) для FireAid, щоб допомогти в ліквідації лісових пожеж у Південній Каліфорнії в січні 2025 року.

## Історія створення
У 1992 році Доктор Дре випустив свій дебютний сольний альбом The Chronic, який став класикою. Після цього Дре сім років не випускав альбомів. Протягом цього часу він неодноразово попадав у Billboard Hot 100 разом з «California Love» та «No Diggity», а також продюсував дебютні студійні альбоми Doggystyle Снуп Догга та The Slim Shady LP Емінема. Ставки були вищі на продовження The Chronic, тому Дре залучив Jay-Z, щоб він написав тексти для синглу «Still D.R.E.». «Спочатку він писав про діаманти та Бентлі», — сказав Дре журналу Blaze у 1999 році. «Тож я сказав Джею написати щось інше. Він посидів 20 хвилин і повернувся з якоюсь серйозною темою із Лос-Анджелеса». В інтерв’ю The Breakfast Club Снуп Догг детально розповів про внесок Jay-Z у створення пісні: «Він написав наші з Дре куплети, і вони були бездоганними», — сказав він. «Це була «Still D.R.E.», і це був Jay-Z, і він написав всю довбану пісню».

## Музичне відео
Кліп на пісню, знятий Хайпом Вільямсом, складається в основному відеоряду з The D.O.C., Snoop Dogg і Dr. Dre, які їздять на лоурайдерах (посилання на кліп «Nuthin' but a 'G' Thang» з альбому The Chronic). У ньому є кілька камео: Емінем женеться за групою жінок по пляжу, Xzibit керує лоурайдером, Funkmaster Flex із доктором Дре та Warren G з кількома жінками, а також Шакіл О'Ніл. Музичне відео було випущено 3 жовтня 1999 року. Кліп був завантажений на офіційний YouTube-канал Dr. Dre через Vevo 27 жовтня 2011 року. 
Станом на 14 лютого 2022 року, після Super Bowl LVI, кліп досяг відмітки в 1 мільярд переглядів.

## Список композицій
Британський CD-сингл №1 
| #     | Назва                                     | Автор                                                                | Продюсер(и)                  | Тривалість |
| ----- | ----------------------------------------- | -------------------------------------------------------------------- | ---------------------------- | ---------- |
| 1.    | «Still D.R.E.»                            | Shawn Carter                                                         | Dr. Dre Mel-Man Scott Storch | 4:34       |
| 2.    | «The Next Episode» (за участю Snoop Dogg) | Young Bradford Ricardo Brown Brian Bailey Mel-Man Calvin Broadus Jr. | Dr. Dre Mel-Man              | 2:42       |
| 3.    | «Still D.R.E.»                            | Young Bradford Storch Carter                                         | Dr. Dre Mel-Man Scott Storch | 4:34       |
| 4.    | «Still D.R.E.» (music video) (explicit)   | Young Bradford Storch Carter                                         | Dr. Dre Mel-Man Scott Storch |            |
| 11:10 |                                           |                                                                      |                              |            |

Британський CD сингл #2 
| #     | Назва                                          | Автор                                         | Продюсер(и)                  | Тривалість |
| ----- | ---------------------------------------------- | --------------------------------------------- | ---------------------------- | ---------- |
| 1.    | «Still D.R.E.» (radio edit)                    | Andre Young Mel-Man Scott Storch Shawn Carter | Dr. Dre Mel-Man Scott Storch | 3:54       |
| 2.    | «The Message» (за участю Mary J. Blige і Rell) | Ryan Montgomery Robert Hall Jr.               | Lord Finesse                 | 4:13       |
| 3.    | «Still D.R.E.» (instrumental)                  | Young Bradford Storch Carter                  | Dr. Dre Mel-Man Scott Storch | 4:34       |
| 4.    | «Still D.R.E.» (music video) (clean)           | Young Bradford Storch Carter                  | Dr. Dre Mel-Man Scott Storch |            |
| 12:01 |                                                |                                               |                              |            |

12" вініл 
| #     | Назва                         | Автор                                         | Продюсер(и)                  | Тривалість |
| ----- | ----------------------------- | --------------------------------------------- | ---------------------------- | ---------- |
| 1.    | «Still D.R.E.»                | Andre Young Mel-Man Scott Storch Shawn Carter | Dr. Dre Mel-Man Scott Storch | 4:34       |
| 2.    | «Still D.R.E.» (radio edit)   | Young Bradford Storch Carter                  | Dr. Dre Mel-Man Scott Storch | 4:34       |
| 3.    | «Still D.R.E.» (instrumental) | Young Bradford Storch Carter                  | Dr. Dre Mel-Man Scott Storch | 4:34       |
| 4.    | «Still D.R.E.» (acapella)     | Young Bradford Storch Carter                  | Dr. Dre Mel-Man Scott Storch | 4:34       |
| 16:56 |                               |                                               |                              |            |

## Чарти
| Чарт (2000)                             | Пікова позиція |
| --------------------------------------- | -------------- |
| Франція (SNEP)                          | 29             |
| Ірландія (IRMA)                         | 14             |
| Шотландія (Official Charts Company)     | 10             |
| Велика Британія (UK Singles Chart)      | 6              |
| Велика Британія (UK R&B Chart)          | 1              |
| США (Billboard Hot 100)                 | 93             |
| США (Hot R&B/Hip-Hop Songs) (Billboard) | 32             |
| США (Rap Songs) (Billboard)             | 11             |
| США (Rhythmic) (Billboard)              | 29             |

| Чарт (2022)                             | Пікова позиція |
| --------------------------------------- | -------------- |
| Австрія (Ö3 Austria Top 75)             | 34             |
| Канада (Canadian Hot 100)               | 11             |
| Німеччина (Media Control AG)            | 38             |
| Billboard Global 200                    | 16             |
| Угорщина (Single Top 40)                | 12             |
| Литва (AGATA)                           | 90             |
| Нова Зеландія (Recorded Music NZ)       | 21             |
| Португалія (AFP)                        | 101            |
| ПАР (RISA)                              | 79             |
| Швеція (Sverigetopplistan)              | 67             |
| Швейцарія (Media Control AG)            | 15             |
| США (Billboard Hot 100)                 | 23             |
| США (Hot R&B/Hip-Hop Songs) (Billboard) | 6              |